# Athlétisme aux Jeux panaméricains de 2019
Navigation
Les épreuves d’athlétisme lors des Jeux panaméricains de 2019 se déroulent du 27 juillet au 11 août 2019 dans le stade d’athlétisme de la Villa Deportiva Nacional à Lima.

## Épreuves
48 épreuves sont disputées, y compris pour la 1re fois, le 50 km marche féminin. 740 athlètes ont prévu de participer, deux maximum par nation. Les règles de qualification sont précisées dans ce guide ().

## Calendrier
| Juillet/Août | Juillet/Août | 24 | 25 | 26 | 27 | 28 | 29 | 30 | 31 | 1 | 2 | 3 | 4 | 5 | 6 | 7 | 8  | 9  | 10 | 11 | Total |
| ------------ | ------------ | -- | -- | -- | -- | -- | -- | -- | -- | - | - | - | - | - | - | - | -- | -- | -- | -- | ----- |
| Finales      | Finales      |    |    |    | 2  |    |    |    |    |   |   |   | 2 |   | 5 | 6 | 10 | 11 | 10 | 2  | 48    |

## Résultats

### Hommes
| Épreuves | Or                                                                                    | Argent                                                                               | Bronze                                                                                        |
| --- | ------------------------------------------------------------------------------------- | ------------------------------------------------------------------------------------ | --------------------------------------------------------------------------------------------- |
| 100 m (vent : -0,5 m/s) | Mike Rodgers 10 s 09                                                                  | Paulo André de Oliveira 10 s 16                                                      | Cejhae Greene 10 s 23                                                                         |
| 200 m (vent : -1,0 m/s) | Alex Quiñónez 20 s 27                                                                 | Jereem Richards 20 s 38                                                              | Yancarlos Martínez 20 s 44                                                                    |
| 400 m | Anthony Zambrano 44 s 83                                                              | Demish Gaye 44 s 94                                                                  | Justin Robinson 45 s 07                                                                       |
| 800 m | Marco Arop 1 min 44 s 25 (CR, PB)                                                     | Wesley Vázquez 1 min 44 s 48                                                         | Ryan Sánchez 1 min 45 s 19                                                                    |
| 1 500 m | José Carlos Villarreal 3 min 39 s 93                                                  | John Gregorek 3 min 40 s 42                                                          | William Paulson 3 min 41 s 15                                                                 |
| 5 000 m | Fernando Daniel Martínez 13 min 53 s 87                                               | Altobeli da Silva 13 min 54 s 42                                                     | Carlos Díaz 13 min 54 s 43                                                                    |
| 10 000 m | Ederson Vilela Pereira 28 min 27 s 47                                                 | Reid Buchanan 28 min 28 s 41                                                         | Lawi Lalang 28 min 31 s 75                                                                    |
| Marathon | Cristhian Pacheco 2 h 9 min 31 s (CR)                                                 | José Luis Santana 2 h 10 min 54 s                                                    | Juan Joel Pacheco 2 h 12 min 10 s                                                             |
| 110 m haies (vent : m/s) | Shane Brathwaite 13 s 31                                                              | Freddie Crittenden 13 s 32                                                           | Eduardo de Deus 13 s 48                                                                       |
| 400 m haies | Alison dos Santos 48 s 45 (PB)                                                        | Amere Lattin 48 s 98                                                                 | Kemar Mowatt 49 s 09                                                                          |
| 3 000 m steeple | Altobeli da Silva 8 min 30 s 73                                                       | Carlos Sanmartín 8 min 32 s 24                                                       | Mario Bazan 8 min 32 s 34                                                                     |
| 4 × 100 m | Brésil Rodrigo do Nascimento Jorge Vides Derick Silva Paulo André de Oliveira 38 s 27 | Trinité-et-Tobago Jerod Elcock Keston Bledman Akanni Hislop Kyle Greaux 38 s 46      | États-Unis Jarret Eaton Cravon Gillespie Bryce Robinson Michael Rodgers 38 s 79               |
| 4 × 400 m | Colombie Jhon Perlaza Diego Palomeque Jhon Solis Anthony Zambrano 3 min 1 s 41        | États-Unis Mar'Yea Harris Michael Cherry Justin Robinson Wilbert London 3 min 1 s 72 | Trinité-et-Tobago Dwight St Hillaire Jereem Richards Deon Lendore Machel Cedenio 3 min 2 s 25 |
| 20 km marche | Brian Pintado 1 h 21 min 51 s (CR)                                                    | Caio Bonfim 1 h 21 min 57 s                                                          | José Alejandro Barrondo 1 h 21 min 57 s                                                       |
| 50 km marche | Claudio Villanueva 3 h 50 min 1 s (SB)                                                | Horacio Nava 3 h 51 min 45 s (SB)                                                    | Diego Pinzon 3 h 53 min 49 s (PB)                                                             |
| Saut en hauteur | Luis Zayas 2,30 m                                                                     | Michael Mason 2,28 m                                                                 | Roberto Vilches 2,26 m                                                                        |
| Saut à la perche | Chris Nilsen 5,76 m                                                                   | Augusto Dutra 5,71 m                                                                 | Clayton Fritsch 5,61 m                                                                        |
| Saut en longueur | Juan Miguel Echevarría 8,27 m                                                         | Tajay Gayle 8,17 m                                                                   | Emiliano Lasa 7,87 m                                                                          |
| Triple saut | Omar Craddock 17,42 m                                                                 | Jordan Díaz 17,38 m (SB)                                                             | Andy Díaz 16,83 m                                                                             |
| Lancer du poids | Darlan Romani 22,07 m (CR)                                                            | Jordan Geist 20,67 m                                                                 | Uziel Muñoz 20,56 m                                                                           |
| Lancer du disque | Fedrick Dacres 67,68 m (CR)                                                           | Traves Smikle 65,02 m                                                                | Reginald Jagers 64,48 m                                                                       |
| Lancer du marteau | Gabriel Kehr 74,98 m                                                                  | Humberto Mansilla 74,38 m                                                            | Sean Donnelly 74,23 m                                                                         |
| Lancer du javelot | Anderson Peters 87,31 m (GR,NR)                                                       | Keshorn Walcott 83,55 m                                                              | Albert Reynolds 82,19 m (NR)                                                                  |
| Décathlon | Damian Warner 8 513 pts                                                               | Lindon Victor 8 240 pts                                                              | Pierce Lepage 8 161 pts                                                                       |
| Records et Performances - AR : Record continental (area record) - CR : Record des championnats (championship record) - MR : Record du meeting (meet record) - NR : Record national (national record) - OR : Record olympique (olympic record) - PR : Record paralympique (paralympic record) - PB : Record personnel (personal best) - SB : Meilleure performance personnelle de la saison (season's best) - WL : Meilleure performance mondiale de l'année (world leader) - WJR : Record du monde junior (world junior record) - WR : Record du monde (world record) Circonstances et Conditions - DNF : N'a pas terminé (did not finish) - DNS : N'a pas pris le départ (did not start) - DQ : Disqualification (disqualification) - NM : Aucun essai valable enregistré (No Mark) - Q : Qualifié « directement » au prochain tour (ou à la prochaine compétition), lors d'une compétition majeure, grâce au classement ou à la réalisation des minima (automatic qualifier) - q : Qualifié au prochain tour (ou à la prochaine compétition), lors d'une compétition majeure, grâce au repêchage ou à la réalisation de l'une des meilleures performances parmi celles des « non qualifiés directement » (grâce au meilleur temps ou à la meilleure distance par exemple) (secondary qualifier) |                                                                                       |                                                                                      |                                                                                               |

### Femmes
| Épreuves | Or                                                                                           | Argent                                                                               | Bronze                                                                                  |
| --- | -------------------------------------------------------------------------------------------- | ------------------------------------------------------------------------------------ | --------------------------------------------------------------------------------------- |
| 100 m (vent : -0,6 m/s) | Elaine Thompson 11 s 18                                                                      | Michelle-Lee Ahye 11 s 27                                                            | Vitória Cristina Rosa 11 s 30                                                           |
| 200 m (vent : -0,1 m/s) | Shelly-Ann Fraser-Pryce 22 s 43 (GR)                                                         | Vitoria Cristina Rosa 22 s 60 (PB)                                                   | Tynia Gaither 22 s 76                                                                   |
| 400 m | Shericka Jackson 50 s 73                                                                     | Paola Morán 51 s 02 (PB)                                                             | Courtney Okolo 51 s 22                                                                  |
| 800 m | Natoya Goule 2 min 1 s 26                                                                    | Rose Mary Almanza 2 min 1 s 64                                                       | Déborah Rodríguez 2 min 1 s 66                                                          |
| 1 500 m | Nikki Hiltz 4 min 07 s 14                                                                    | Aisha Praught 4 min 08 s 26                                                          | Alexa Efraimson 4 min 08 s 63                                                           |
| 5 000 m | Laura Galvan 15 min 35 s 47                                                                  | Jessica O'Connell 15 min 36 s 08                                                     | Kimberley Conley 15 min 36 s 95                                                         |
| 10 000 m | Natasha Wodak 31 min 55 s 17 (GR)                                                            | Risper Biyaki 31 min 59 s 00                                                         | Rachel Cliff 32 min 13 s 34                                                             |
| Marathon | Gladys Tejeda 2 h 30 min 55 s (CR)                                                           | Bethany Sachtleben 2 h 31 min 20 s (PB)                                              | Angie Orjuela 2 h 32 min 27 s (PB)                                                      |
| 100 m haies (vent : +0,1 m/s) | Andrea Vargas 12 s 82                                                                        | Chanel Brissett 12 s 99                                                              | Megan Simmonds 13 s 01                                                                  |
| 400 m haies | Sage Watson 55 s 16 (SB)                                                                     | Anna Cockrell 55 s 50                                                                | Rushell Clayton 55 s 53                                                                 |
| 3 000 m steeple | Geneviève Lalonde 9 min 41 s 45(CR)                                                          | Marisa Howard 9 min 43 s 78                                                          | Belén Casetta 9 min 44 s 46                                                             |
| 4 × 100 m | Brésil Andressa Fidelis Vitória Cristina Rosa Lorraine Martins Rosângela Santos 43 s 04 (SB) | Canada Khamica Bingham Crystal Emmanuel Ashlan Best Leya Buchanan 43 s 37 (SB)       | États-Unis Chanel Brissett Twanisha Terry Shania Collins Lynna Irby 43 s 39             |
| 4 × 400 m | États-Unis Lynna Irby Jaide Stepter Anna Cockrell Courtney Okolo 3 min 26 s 46               | Canada Natassha McDonald Aiyanna Stiverne Kyra Constantine Sage Watson 3 min 27 s 01 | Jamaïque Stephanie McPherson Tiffany James Natoya Goule Roneisha McGregor 3 min 27 s 61 |
| 20 km marche | Sandra Arenas 1 h 28 min 3 s (GR)                                                            | Kimberly García 1 h 29 min 0 s (SB)                                                  | Érica de Sena 1 h 30 min 34 s                                                           |
| 50 km marche | Johana Ordoñez 4 h 11 min 12 s (PB)                                                          | Mirna Ortiz 4 h 15 min 21 s                                                          | Paola Pérez 4 h 16 min 54 s                                                             |
| Saut en hauteur | Levern Spencer 1,87 m                                                                        | Priscilla Frederick 1,87 m                                                           | Kimberly Williamson 1,84 m                                                              |
| Saut à la perche | Yarisley Silva 4,75 m (SB)                                                                   | Katie Nageotte 4,70 m                                                                | Alysha Newman 4,55 m                                                                    |
| Saut en longueur | Chantel Malone 6,68 m                                                                        | Keturah Orji 6,66 m                                                                  | Tissanna Hickling 6,59 m                                                                |
| Triple saut | Yulimar Rojas 15,11 m (WL,NR,GR,PB)                                                          | Shanieka Ricketts 14,77 m (PB)                                                       | Liadagmis Povea 14,60 m                                                                 |
| Lancer du poids | Danniel Thomas-Dodd 19,55 m (NR,GR)                                                          | Brittany Crew 19,07 m (NR)                                                           | Jessica Ramsey 19,01 m (SB)                                                             |
| Lancer du disque | Yaimé Pérez 66,58 m (GR)                                                                     | Fernanda Raquel Borges 62,23 m                                                       | Denia Caballero 60,46 m                                                                 |
| Lancer du marteau | Gwendolyn Berry 74,62 m                                                                      | Brooke Andersen 71,07 m                                                              | Rosa Rodríguez 69,48 m                                                                  |
| Lancer du javelot | Kara Winger 64,92 m (SB)                                                                     | Elizabeth Gleadle 63,30 m                                                            | Ariana Ince 62,32 m                                                                     |
| Heptathlon | Adriana Rodríguez 6 113 pts                                                                  | Annie Kunz 5 990 pts                                                                 | Martha Araújo 5 925 pts                                                                 |
| Records et Performances - AR : Record continental (area record) - CR : Record des championnats (championship record) - MR : Record du meeting (meet record) - NR : Record national (national record) - OR : Record olympique (olympic record) - PR : Record paralympique (paralympic record) - PB : Record personnel (personal best) - SB : Meilleure performance personnelle de la saison (season's best) - WL : Meilleure performance mondiale de l'année (world leader) - WJR : Record du monde junior (world junior record) - WR : Record du monde (world record) Circonstances et Conditions - DNF : N'a pas terminé (did not finish) - DNS : N'a pas pris le départ (did not start) - DQ : Disqualification (disqualification) - NM : Aucun essai valable enregistré (No Mark) - Q : Qualifié « directement » au prochain tour (ou à la prochaine compétition), lors d'une compétition majeure, grâce au classement ou à la réalisation des minima (automatic qualifier) - q : Qualifié au prochain tour (ou à la prochaine compétition), lors d'une compétition majeure, grâce au repêchage ou à la réalisation de l'une des meilleures performances parmi celles des « non qualifiés directement » (grâce au meilleur temps ou à la meilleure distance par exemple) (secondary qualifier) |                                                                                              |                                                                                      |                                                                                         |